# Catherine Fox
Catherine Mai Lan Fox (Roeland Park, 15 dicembre 1977) è un'ex nuotatrice statunitense.
Specializzata nello stile libero, ha vinto due medaglie d'oro nelle staffette ai Giochi olimpici di Atlanta 1996.

## Palmarès
- Giochi olimpici

Atlanta 1996: oro nella 4x100m sl e nella 4x100m misti.
- Giochi PanPacifici

Fukuoka 1997: oro nella 4x100m sl, bronzo nei 100m sl e nei 100m dorso.
- Giochi panamericani

Mar del Plata 1995: oro nella 4x200m sl.